# Liste der Kulturdenkmäler in Dockweiler
In der Liste der Kulturdenkmäler in Dockweiler sind alle Kulturdenkmäler der rheinland-pfälzischen Ortsgemeinde Dockweiler aufgeführt. Grundlage ist die Denkmalliste des Landes Rheinland-Pfalz (Stand: 17. Juli 2023).

## Einzeldenkmäler
| Bezeichnung                            | Lage                                 | Baujahr                     | Beschreibung | Bild                           |
| -------------------------------------- | ------------------------------------ | --------------------------- | --- | ------------------------------ |
| Bahnhof Dockweiler                     | Dauner Straße 21 Lage                | Anfang des 20. Jahrhunderts | Typenbau, Anfang des 20. Jahrhunderts | BW                             |
| Wohnhaus                               | Gerolsteiner Straße 4 Lage           |                             | Fachwerkhaus, teilweise massiv | BW                             |
| Quereinhaus                            | Gerolsteiner Straße 5 Lage           | 1856                        | Quereinhaus, klassizistische Motive, bezeichnet 1856 | BW                             |
| Wohnhaus                               | Hauptstraße 24 Lage                  | Mitte des 19. Jahrhunderts  | Putzbau (ehemaliges Pfarrhaus?), wohl aus der Mitte des 19. Jahrhunderts | BW                             |
| Katholische Pfarrkirche St. Laurentius | Pfarrer-Hubert-Schmitz-Straße 5 Lage | 11. Jahrhundert             | ursprünglich wohl Saalbau, 11. Jahrhundert, gegen Ende des 12. Jahrhunderts zur Basilika erweitert, romanisierender Turm sowie Langhauserweiterung 1903/04, Architekt Lambert von Fisenne, Gelsenkirchen | weitere Bilder Fotos hochladen |